# Политбюро на ЦК на БКП
Политбюро на ЦК на БКП е най-висшият колективен орган в Българската комунистическа партия. Съставено от десетина души и заседаващо редовно по няколко пъти в месеца, то взема основните политически и кадрови решения в страната.
Като помощни органи към Политбюро са изградени постоянни и временни комисии по различни проблеми: комисия по партийно-организационната работа, комисия по икономическата и социалната политика и комисия по външната политика. Според партийния устав ЦК на БКП на пленум (пленарно заседание) избира политбюро (съкратено от „политическо бюро“) за колективно ръководство на цялостната работа на ЦК между пленумите и Секретариата за ръководството на текущата работа от организационно-изпълнителски характер. Броят на членовете на политическото бюро варира през годините. Обикновено се избират и кандидат-членове, които са по-малко от членовете и имат право на съвещателен глас при заседанията.

## Неизвестно
- Владо Георгиев (1897 – 1944)

## Политбюра на БРП (к.), 1919 – 1944 г.
- Членове на Политбюро на ЦК на БРП (к.): Илия Василев (Бойко) – 30-те години

### СледI конгрес на БКП, 1919 г.
- Членове на Политбюро на ЦК на БРП (к.):

### СледII конгрес на БКП, 1920 г.
- Членове на Политбюро на ЦК на БРП (к.):

### СледI пленум на ЦК на БРП (к.), Виена, 1926 г.
- Членове на Политбюро на ЦК на БРП (к.):

### След II нелегална конференция, януари 1928 г.
- Членове на Политбюро на ЦК на БРП (к.):

### СледII пленум на ЦК на БРП (к.), Берлин, 1929 г.
- Членове на Политбюро на ЦК на БРП (к.):

### СледIII пленум на ЦК на БРП (к.), 1930 г.
- Членове на Политбюро на ЦК на БРП (к.): Благой Попов (1931 – 1932), Васил Танев (1930 – ?)

### СледV пленум на ЦК на БРП (к.), 1935 г.
- Членове на Политбюро на ЦК на БРП (к.): Стамат Иванов (1935 – 1937)

### СледVI пленум на ЦК на БРП (к.), януари 1936 г.
- Членове на Политбюро на ЦК на БРП (к.): Антон Югов (от 1937), Георги Дамянов, Енчо Стайков (1937), Иван Петров (от 1937), Илия Добрев, Йордан Катранджиев (1938 – 1939), Марин Гешков (1936 – 1940), Начо Иванов (1936 – 1938), Стамат Иванов (1935 – 1937), Станке Димитров, Тодор Матанов

В началото на Втората световна война член на Политбюро става и Антон Иванов, пристигнал от СССР за връзка с централата в Москва.

### СледVII пленум на ЦК на БРП (к.), 1941 г.
- Членове на Политбюро на ЦК на БРП (к.): Добри Терпешев, Димитър Ганев (1942 – 1944), Йордан Катранджиев (1942 – 1944), Йорданка Чанкова (1943 – 1944†), Раденко Видински (до 1941), Станке Димитров (до 1944 †) Цола Драгойчева

През този период БКП води активна кампания срещу сътрудничеството на България с Германия и е подложена на силен натиск от властите и членовете ѝ са преследвани, поради което ръководството ѝ претърпява многократни промени. През 1941 г. към първоначално избрания състав на Политбюро е добавен и Антон Югов, избягал от лагер. Големият провал в партийното ръководство през пролетта на 1942 г. оставя на свобода само 2 членове на Политбюро – Цола Драгойчева и Антон Югов, който поема поста на секретар на ЦК, заеман от арестувания Трайчо Костов. Още през 1942 година в Политбюро са включени Димитър Ганев и Йордан Катранджиев, а в началото на 1943 година – и Йорданка Чанкова. През август 1943 г. от лагер бяга и Добри Терпешев, който става член на Политбюро и поема централната роля в ръководството на партията. След смъртта на Йорданка Чанкова в началото на 1944 г. мястото ѝ в Политбюро е заето от нейния съпруг Георги Чанков.

### Непосредствено след9 септември 1944г.
В първите дни след Деветосептемврийския преврат Политбюро се реорганизира около оцелелите висши функционери на партията – Антон Югов, Цола Драгойчева, Добри Терпешев, Георги Чанков и Димитър Ганев. На 11 септември в София пристига освободеният от затвора Трайчо Костов, който става и политически секретар на ЦК и заема водеща позиция в състава на Политбюро. Привлечени са и няколко функционери от провинцията – Райко Дамянов и Петко Кунин като членове и Димитър Димов и Гочо Грозев като кандидат-членове.
За кратко в Политбюро е включен съветският офицер от български произход Иван Винаров, но през ноември по нареждане на Георги Димитров той е прехвърлен в Държавна сигурност. През октомври членове на Политбюро стават и пристигналите от Съветския съюз Вълко Червенков, Георги Дамянов и Владимир Поптомов. Номинално членове на Политбюро стават също Георги Димитров и Васил Коларов, макар че те остават в Москва още около година.

## Политбюра в БРП (к.)/БКП, 1945 – 1990 г.

### СледVIII пленум на ЦК на БРП (к.), 1 март 1945 г.
- Председател на ЦК на БРП (к.): Георги Димитров до 4 януари 1948.
- Генерален секретар на ЦК на БРП (к.): Георги Димитров от 4 януари 1948.
- Членове на Политбюро на ЦК на БРП (к.) (13): Георги Димитров, Васил Коларов, Трайчо Костов, Георги Дамянов, Георги Чанков, Вълко Червенков, Добри Терпешев, Антон Югов, Владимир Поптомов; до 4 януари 1948 – Цола Драгойчева, Димитър Ганев, Райко Дамянов, Петко Кунин.[5]
- Кандидат-членове на Политбюро на ЦК на БРП (к.) (3): Димитър Димов, Титко Черноколев; до 4 януари 1948 – Гочо Грозев;[5] от 4 януари 1948 – Цола Драгойчева, Райко Дамянов, Петко Кунин.
- Секретари на ЦК на БРП (к.) (3): Георги Чанков, Вълко Червенков,[6] Трайчо Костов;[7] от 18 ноември 1946 – Никола Павлов;[8] от 4 януари 1948 – Георги Димитров (генерален секретар).[5]

### СледV конгрес на БКП, 27 декември 1948 г.
- Генерален секретар на ЦК на БКП: Георги Димитров;[9] от 23 януари 1950 – Вълко Червенков (до 26 януари 1954).[10]
- Членове на Политбюро на ЦК на БКП (10): Вълко Червенков, Георги Чанков, Антон Югов, Георги Дамянов; до 11 юни 1949 – Трайчо Костов;[11] до 2 юли 1949 – Георги Димитров (†);[9] до 16 януари 1950 – Добри Терпешев; до 23 януари 1950 – Васил Коларов (†); до 1 май 1952 – Владимир Поптомов (†); от 4 август 1949 – Райко Дамянов, Минчо Нейчев, Титко Черноколев (до 30 юни 1951); Тодор Живков (от 30 юни 1951).
- Кандидат-членове на Политбюро на ЦК на БКП (5): до 4 август 1949 – Райко Дамянов, Минчо Нейчев, Титко Черноколев (става пълноправен член);[12] до 16 януари 1950 – Иван Бъчваров, Кръстьо Стойчев;[13] от 4 август 1949 – Димитър Ганев (до 19 септември 1952),[14] Димитър Димов;[12] от 8 ноември 1950 – Тодор Живков;[15] от 19 февруари 1951 – Георги Цанков.[16]
- Секретари на ЦК на БКП (3): до 2 юли 1949 – Георги Димитров (генерален секретар),[9] до 25 януари 1954 – Георги Чанков (втори секретар), Вълко Червенков (трети секретар);[10] от 18 юли 1949 – Пело Пеловски;[17] от 20 октомври 1949 – Димитър Димов[18] (до 8 ноември 1950);[15] от 16 януари 1950 – Тодор Живков,[13] Георги Цанков[13] (до 19 февруари 1951);[16] от 16 юни 1950 – Рубен Леви[19] (до 8 ноември 1950);[15] от 19 февруари 1951 – Иван Райков[16] (до 25 януари 1954);[10] от 23 януари 1952 – Райко Дамянов (до 25 януари 1954),[10] Енчо Стайков;[20] от 25 януари 1954 – Димитър Ганев.[10]

### СледVI конгрес на БКП, 4 март 1954 г.
- Първи секретар на ЦК на БКП:[10] Тодор Живков.[21]
- Членове на Политбюро на ЦК на БКП (9): Вълко Червенков, Георги Дамянов, Антон Югов, Райко Дамянов, Тодор Живков, Георги Цанков, Енчо Стайков, Иван Михайлов;[21] до 11 юли 1957 – Георги Чанков;[22] от 11 юли 1957 – Димитър Ганев, Борис Тасков, Боян Българанов.[22]
- Кандидат-членове на Политбюро на ЦК на БКП (2): Тодор Прахов, Петър Панчевски;[21] от 11 юли 1957 – Димитър Димов, Младен Стоянов.[22]
- Секретари на ЦК на БКП (3): Тодор Живков (първи секретар), Димитър Ганев;[21] до 11 юли 1957 – Борис Тасков;[22] от 2 април 1956 – Енчо Стайков (до 11 юли 1957),[22] Боян Българанов,[22] Боян Българанов;[23] от 11 юли 1957 – Данчо Димитров, Станко Тодоров.[22]

### СледVII конгрес на БКП, 2 юни 1958 г.
- Първи секретар на ЦК на БКП: Тодор Живков.[24]
- Членове на Политбюро на ЦК на БКП (11): Боян Българанов, Димитър Ганев, Райко Дамянов, Тодор Живков, Иван Михайлов, Енчо Стайков, Георги Цанков, Антон Югов;[24] до 27 ноември 1958 – Георги Дамянов (†); до 21 април 1959 – Борис Тасков;[25] до 28 ноември 1961 – Вълко Червенков;[26] от 28 ноември 1961 – Станко Тодоров, Митко Григоров.[26]
- Кандидат-членове на Политбюро на ЦК на БКП (3): Димитър Димов, Младен Стоянов, Тодор Прахов;[24] от 11 декември 1959 – Станко Тодоров[27] (до 28 ноември 1961).[26]
- Секретари на ЦК на БКП (6): Тодор Живков (първи секретар), Боян Българанов, Димитър Ганев, Митко Григоров, Пенчо Кубадински;[24] до 11 декември 1959 – Станко Тодоров;[27] от 11 декември 1959 – Борис Велчев, Тано Цолов.[27]

### СледVIII конгрес на БКП, 5 ноември 1962 г.
- Първи секретар на ЦК на БКП: Тодор Живков.[28]
- Членове на Политбюро на ЦК на БКП (9): Боян Българанов, Борис Велчев, Митко Григоров, Тодор Живков, Живко Живков, Иван Михайлов, Енчо Стайков, Станко Тодоров.[28] до 20 април 1964 – Димитър Ганев (†).
- Кандидат-членове на Политбюро на ЦК на БКП (3): Димитър Димов, Тано Цолов, Пенчо Кубадински.[28]
- Секретари на ЦК на БКП (6): Тодор Живков (първи секретар), Лъчезар Аврамов, Боян Българанов, Борис Велчев, Митко Григоров, Начо Папазов;[28] от 26 ноември 1962 – Иван Пръмов.[29]

### СледIX конгрес на БКП, 19 ноември 1966 г.
- Първи секретар на ЦК на БКП: Тодор Живков.[30]
- Членове на Политбюро на ЦК на БКП (11): Борис Велчев, Боян Българанов, Живко Живков, Иван Михайлов, Иван Попов, Пенчо Кубадински, Станко Тодоров, Тано Цолов, Тодор Павлов, Тодор Живков, Цола Драгойчева.[30]
- Кандидат-членове на Политбюро на ЦК на БКП (7): Лъчезар Аврамов, Пеко Таков, Ангел Цанев, Костадин Гяуров, Кръстю Тричков, Иван Абаджиев;[30] до 4 февруари 1968 – Димитър Димов (†).
- Секретари на ЦК на БКП (5): Борис Велчев, Боян Българанов, Венелин Коцев, Иван Пръмов, Станко Тодоров.[30]

### СледX конгрес на БКП, 25 април 1971 г.
- Първи секретар на ЦК на БКП: Тодор Живков.[31]
- Членове на Политбюро на ЦК на БКП (11): Борис Велчев, Живко Живков, Иван Михайлов, Иван Попов, Пенчо Кубадински, Станко Тодоров, Тано Цолов, Тодор Живков, Тодор Павлов, Цола Драгойчева;[31] до 26 декември 1972 – Боян Българанов (†); от 3 юни 1974 – Георги Филипов, Александър Лилов.[32]
- Кандидат-членове на Политбюро на ЦК на БКП (6): Кръстю Тричков, Пеко Таков;[31] до 17 юли 1973 – Ангел Цанев;[33] до 3 юни 1974 – Иван Абаджиев, Венелин Коцев, Костадин Гяуров;[32] от 3 юни 1974 – Добри Джуров, Дража Вълчева, Петър Младенов, Тодор Стойчев.[32]
- Секретари на ЦК на БКП (6): Борис Велчев, Иван Пръмов, Пеньо Кирацов;[31] до 6 юли 1971 – Станко Тодоров; до 3 юни 1974 – Иван Абаджиев;[32] от 6 юли 1971 – Георги Филипов;[34] от 21 февруари 1972 – Константин Теллалов[35] до 13 юли 1972 – Венелин Коцев;[36] от 13 юли 1972 – Александър Лилов.[36]

### СледXI конгрес на БКП, 2 април 1976 г.
- Първи секретар на ЦК на БКП: Тодор Живков.[37]
- Членове на Политбюро на ЦК на БКП (9): Александър Лилов, Георги Филипов, Иван Михайлов, Пенчо Кубадински, Станко Тодоров, Тано Цолов, Тодор Живков, Цола Драгойчева;[37] до 12 май 1977 – Борис Велчев;[38] от 19 декември 1977 – Огнян Дойнов, Добри Джуров, Петър Младенов;[39] от 16 юли 1979 – Пеко Таков, Тодор Божинов, Людмила Живкова.[40]
- Кандидат-членове на Политбюро на ЦК на БКП (6): Добри Джуров, Дража Вълчева, Кръстю Тричков, Пеко Таков, Петър Младенов, Тодор Стойчев;[37] от 16 юли 1979 – Андрей Луканов, Георги Йорданов.[40]
- Секретари на ЦК на БКП (5): Георги Филипов, Александър Лилов, Огнян Дойнов, Борис Велчев;[37] до 21 юли 1978 – Иван Пръмов;[41] от 19 декември 1977 – Димитър Станишев, Георги Атанасов, Петър Дюлгеров;[39] от 21 юли 1978 – Тодор Божинов, Стоян Михайлов;[41] от 16 юли 1979 – Милко Балев, Мишо Мишев.[40]

### СледXII конгрес на БКП, 4 април 1981 г.
- Генерален секретар на ЦК на БКП: Тодор Живков.[42]
- Членове на Политбюро на ЦК на БКП (12): Георги Филипов, Добри Джуров, Огнян Дойнов, Пенчо Кубадински, Петър Младенов, Станко Тодоров, Тодор Живков, Тодор Божинов;[42] до 21 юли 1981 – Людмила Живкова (†); до 2 март 1982 – Пеко Таков;[43] до 28 септември 1983 – Александър Лилов;[44] до 31 януари 1984 – Цола Драгойчева;[45] до 24 януари 1986 – Тодор Божинов; от 2 март 1982 – Милко Балев;[43] от 31 януари 1984 – Йордан Йотов, Чудомир Александров;[45] от 20 март 1986 – Георги Атанасов.
- Кандидат-членове на Политбюро на ЦК на БКП (3): Андрей Луканов, Георги Йорданов, Петър Дюлгеров;[42] от 31 януари 1984 – Григор Стоичков, Георги Атанасов, Димитър Стоянов;[45] до 24 януари 1986 – Станиш Бонев;[46] от 24 януари 1986 – Стоян Марков.[46]
- Секретари на ЦК на БКП (10): Огнян Дойнов, Димитър Станишев, Георги Атанасов, Стоян Михайлов, Милко Балев, Васил Ц. Василев;[42] до 2 март 1982 – Георги Филипов; до 28 септември 1983 – Александър Лилов;[44] до 31 януари 1984 – Чудомир Александров[45] (от 24 януари 1986 (2-ри мандат));[46] до 3 февруари 1984 – Мишо Мишев (†); от 2 март 1982 – Кирил Зарев;[43] от 31 януари 1984 – Емил Христов.[45]

### СледXIII конгрес на БКП, 5 април 1986 г.
- Генерален секретар на ЦК на БКП: Тодор Живков;[47] от 10 ноември 1989 – Петър Младенов.[48]
- Членове на Политбюро на ЦК на БКП (11): Георги Атанасов, Добри Джуров, Йордан Йотов, Пенчо Кубадински, Петър Младенов, Гриша Филипов;[47] до 19 юли 1988 – Станко Тодоров, Чудомир Александров;[49] до 13 декември 1988 – Огнян Дойнов;[50] до 10 ноември 1989 – Тодор Живков; до 16 ноември 1989 – Милко Балев; от 13 декември 1988 – Димитър Стоянов, Иван Панев;[50] от 16 ноември 1989 – Минчо Йовчев, Андрей Луканов, Начо Папазов, Пантелей Пачов.
- Кандидат-членове на Политбюро на ЦК на БКП (6): Петър Дюлгеров, Георги Йорданов, Григор Стоичков;[47] до 13 декември 1988 – Стоян Марков, Димитър Стоянов;[50] до 16 ноември 1989 – Андрей Луканов; от 13 декември 1988 – Петко Данчев, Стоян Овчаров[50] (до 16 ноември 1989); от 16 ноември 1989 – Иван Станев, Димитър Станишев.
- Секретари на ЦК на БКП (9): Йордан Йотов, Димитър Станишев, Емил Христов, Васил Цанов;[47] до 19 юли 1988 – Стоян Михайлов, Чудомир Александров;[49] до 10 ноември 1989 – Милко Балев, Кирил Зарев, Гриша Филипов;[48] от 13 декември 1988 – Димитър Стоянов;[50] от 16 ноември 1989 – Андрей Луканов, Начо Папазов, Продан Стоянов.[51]

### СледXIV конгрес на БКП, 2 февруари 1990 г.
Четиринадесетият конгрес на БКП е извънреден. На него присъстват 2804 делегати. Сред основните въпроси, които се обсъждат, е нов устав на БКП, избиране на ново ръководство, Манифест за демократичен социализъм в България. На конгреса са избрани нови ръководни органи
- Висш съвет (ВС) в състав от 153 души (който замества дотогавашния Централен комитет на БКП),
- Председателство на ВС в състав от 16 души (което замества дотогавашното Политбюро на ЦК на БКП).

Председателството включва:
- председател: Александър Лилов,
- заместник-председатели: Александър Стрезов и Георги Пирински,
- секретар: Румен Сербезов,
- членове: Андрей Луканов, Васил Недев, Добри Джуров, Иван Станев, Йордан Радичков, Надя Аспарухова, Ненко Темелков, Петър Младенов, Петър-Емил Митев, Петя Йорданова, Филип Боков, Чавдар Кюранов.

След като в общопартиен референдум преди това мнозинството (86,71 % от участвалите) партийни членове изразяват своето съгласие, Българската комунистическа партия се преименува на Българска социалистическа партия на 3 април 1990 г.